# 37530 Dancingangel
37530 Dancingangel este un asteroid din centura principală de asteroizi.

## Descriere
37530 Dancingangel este un asteroid din centura principală de asteroizi. A fost descoperit pe 11 septembrie 1977 la Observatorul de Astrofizică din Crimeea de Nikolai Cernîh. Asteroidul prezintă o orbită caracterizată de o semiaxă mare de 2,41 ua, o excentricitate de 0,28 și o înclinație de 11,6° în raport cu ecliptica.